# Charles Lindbergh
Charles Augustus Lindbergh (Detroit, Míchigan; 7 de febrero de 1902-Kipahulu, Hawái; 26 de agosto de 1974) fue un aviador e ingeniero estadounidense. En 1927, alcanzó la condición del primer piloto en cruzar el océano Atlántico, de oeste a este, uniendo el continente americano y el continente europeo en un vuelo sin escalas en solitario; anteriormente una pareja de aviadores británicos (Alcock y Brown) había llegado desde Terranova hasta Irlanda en 1919, pero no hasta el continente europeo. El vuelo enlazó Nueva York y París, a más de 6,000 km de distancia y Lindbergh obtuvo por ello el premio Orteig, de veinticinco mil dólares de la época. En 1954, ganó el Premio Pulitzer de literatura con su obra Spirit of St. Louis, un relato sobre su famoso vuelo.
Murió en 1974.

## Biografía

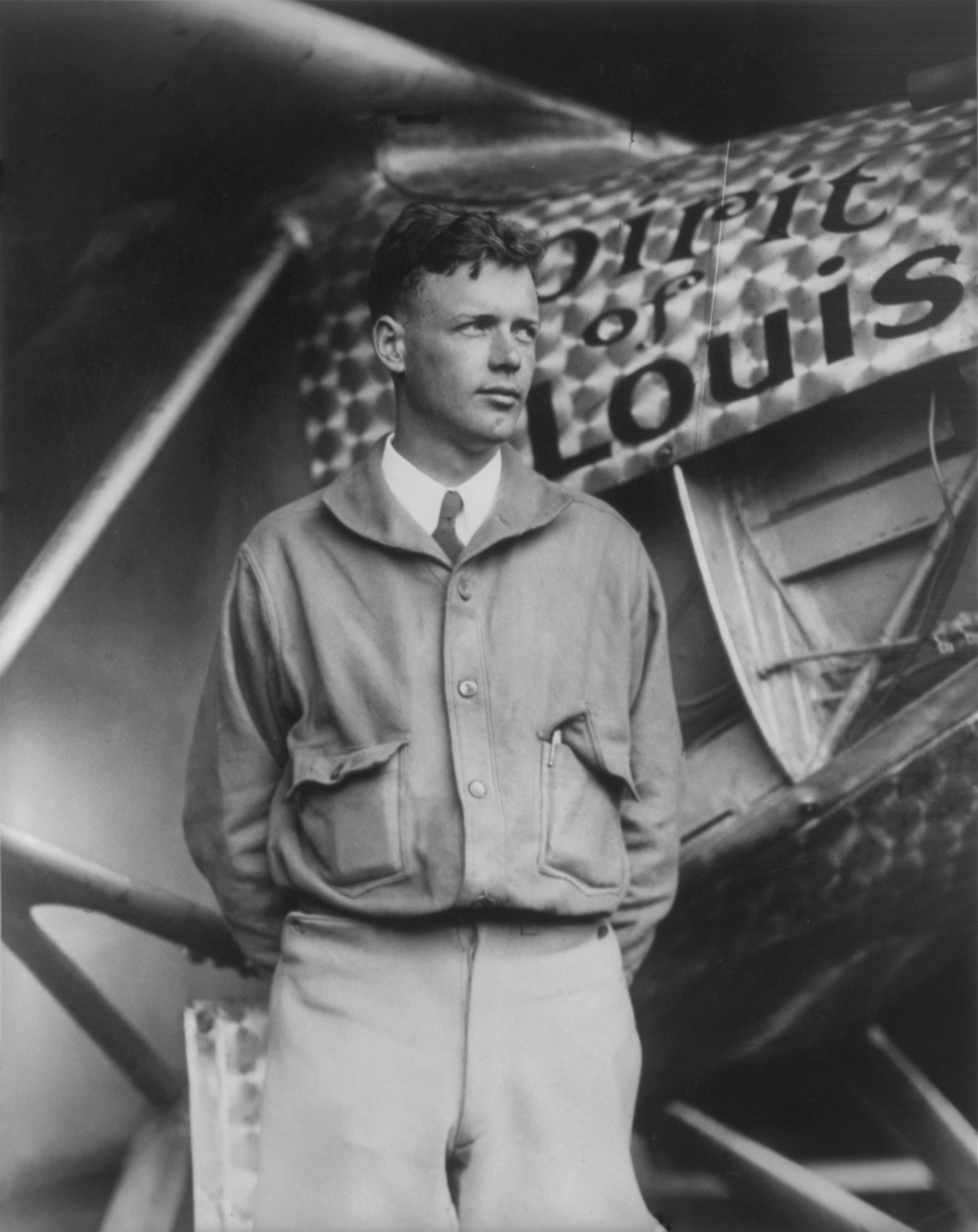
Lindbergh con el "Espíritu de San Luis"

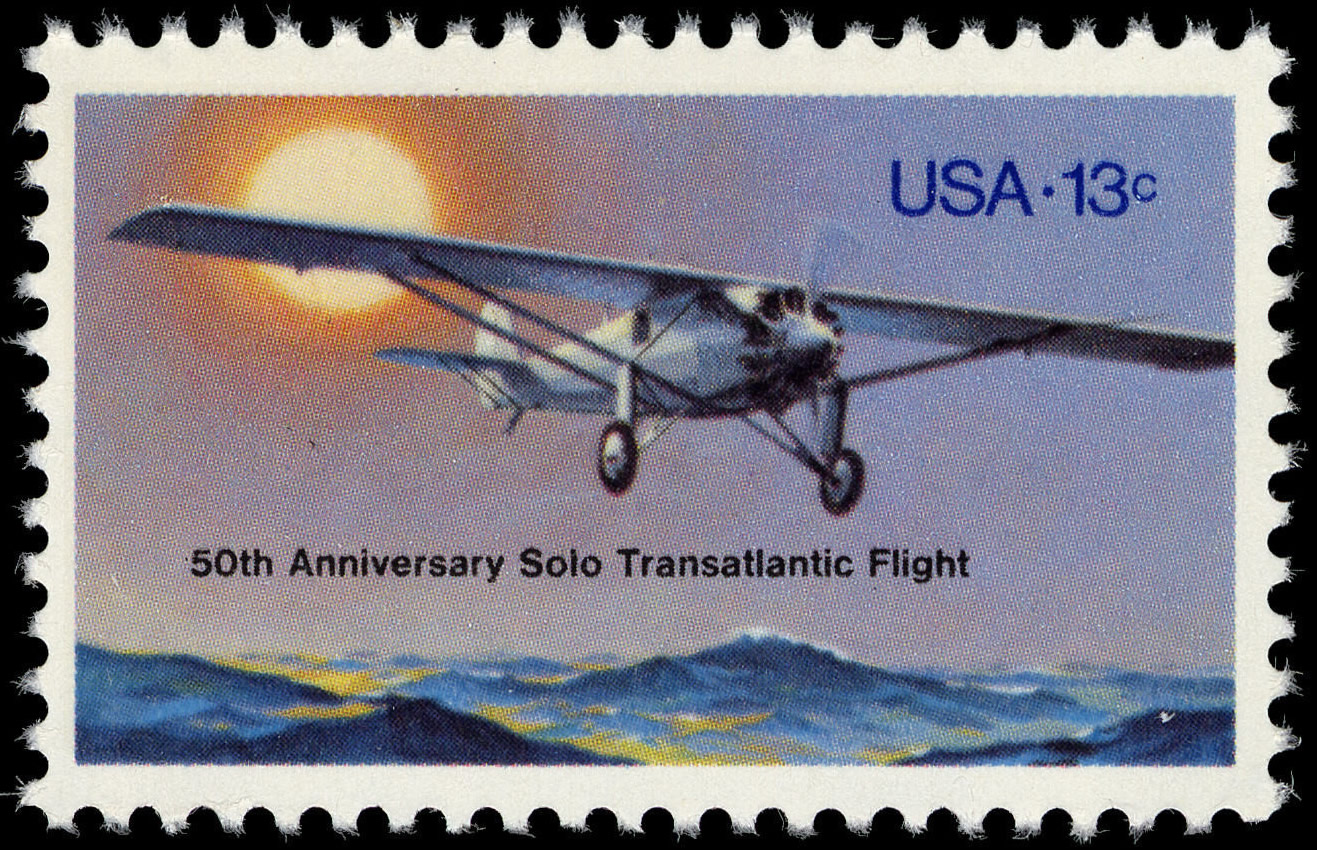
Sello conmemorativo del vuelo de Lindbergh, con la imagen del "Espíritu de San Luis"

Lindbergh nació en Detroit, Míchigan, en el seno de una familia de inmigrantes suecos. Su madre era profesora de química y su padre ejerció la política; más tarde, fue congresista y, desde su tribuna, mostró su oposición a la entrada de los Estados Unidos en la Primera Guerra Mundial. Muy pronto, el joven Charles comenzó a mostrar interés por las máquinas. En 1922, abandonó sus estudios de ingeniería mecánica, se unió al programa de entrenamiento de la escuela de vuelo y mecánica de la Nebraska Aircraft Corporation en Lincoln, donde realizó su primer vuelo el 1 de abril de 1922 como pasajero en un biplano Lincoln-Standard “Tourabout” pilotado por Otto Timm. Posteriormente, compró su propio avión, un Curtiss JN-4 Jenny. En 1924, comenzó a entrenar en el cuerpo aéreo del ejército de los Estados Unidos. Tras finalizar primero de su promoción, trabajó como piloto civil en la línea de correo de San Luis en los años 20.
Decidió optar por un premio de veinticinco mil dólares ofrecido en 1919 por el filántropo francés nacionalizado estadounidense Raymond B. Orteig para el primer piloto que realizara un vuelo trasatlántico sin escalas entre Nueva York y París. En su monoplano de un solo motor Ryan NYP (un Ryan M-2 modificado), bautizado como «Spirit of St. Louis», Lindbergh despegó del aeródromo Roosevelt (Long Island) el 20 de mayo de 1927 y, tras un vuelo de treinta y tres horas y treinta y dos minutos, aterrizó en el aeropuerto de Le Bourget, cercano a París.
A bordo del Spirit of St. Louis, Lindbergh recorrió dieciséis países de América Latina entre el 13 de diciembre de 1927 y el 8 de febrero de 1928. Conocido como «Good Will Tour», incluyó paradas en México (donde también conoció a su futura esposa, Anne, la hija del embajador estadounidense Dwight Morrow), Guatemala, Honduras Británica, El Salvador, Honduras, Nicaragua, Costa Rica, Panamá, la Zona del Canal, Colombia, Venezuela, Santo Tomás, Puerto Rico, República Dominicana, Haití y Cuba, cubriendo 9390 millas (15 110 km) en sólo ciento dieciséis horas de vuelo.
Posteriormente, se convirtió en asesor de aerolíneas comerciales. Charles Lindbergh pilotó también el primer vuelo oficial de la línea aérea Mexicana de Aviación.
En 1932, el secuestro y posterior asesinato de su hijo de veinte meses, Charles Lindbergh Jr., atrajeron el interés nacional e internacional. Un carpintero de origen alemán llamado Bruno Hauptmann fue declarado culpable y condenado a muerte.
La familia Lindbergh se trasladó a Europa en 1935 y Charles pudo estudiar la organización y funcionamiento de las fuerzas aéreas de varios países. A su regreso a los Estados Unidos (1939), recorrió el país dando conferencias en contra de la guerra y declarándose partidario del aislacionismo estadounidense. Además, se declaró partidario de Adolf Hitler —quien incluso llegó a condecorar a Lindbergh en persona— y de los partos selectivos, por lo que fue obligado a dimitir de sus cargos. No obstante, durante la Segunda Guerra Mundial actuó como civil de las compañías fabricantes de aviones y llevó a cabo misiones de combate, llegando incluso a efectuar derribos de aviones japoneses en el océano Pacífico y en Europa al servicio de las fuerzas aéreas estadounidenses, con lo que logró recuperar algo de su imagen pública.
Posteriormente, Lindbergh dedicó el resto de su vida a la preservación del medio ambiente, al rescate de animales en peligro de extinción y a realizar importantes descubrimientos arqueológicos y antropológicos.
Finalmente, retirado junto con su esposa en Hawái murió de cáncer el 26 de agosto de 1974.

## Algunas publicaciones
- Charles A. Lindbergh: Autobiography of Values. New York: Harcourt Brace Jovanovich, 1977. ISBN 0-15-110202-3.

- Spirit of St. Louis. New York: Scribners, 1953.

- The Wartime Journals of Charles A. Lindbergh. New York: Harcourt, Brace, Jovanovich, 1970. ISBN 978-0-15-194625-9.

- "WE" (con un apéndice titulado "A Little of what the World thought of Lindbergh" de Fitzhugh Green, p. 233–318). New York & London: G.P. Putnam's Sons (The Knickerbocker Press) julio de 1927.

#### Premios
Escribió un relato sobre su histórico vuelo, que le valió el premio Pulitzer de 1954, 
- El espíritu de Saint Louis (1953) y
- El diario de guerra de Charles A. Lindbergh (1970).

## Eponimia
- El cráter lunar Lindbergh lleva este nombre en su memoria.[5]

## Cultura popular
En 1957, Billy Wilder dirigió el largometraje The Spirit of St. Louis, en el que el papel de Charles Augustus "Slim" Lindbergh fue interpretado por James Stewart.
La novela de Philip Roth, La conjura contra América, y la serie de televisión basada en ella narran una situación ficticia en la que un antisemita y prohitleriano Charles Lindbergh accede a la presidencia estadounidense tras vencer a Franklin D. Roosevelt en las elecciones de 1940.
La canción "El piloto" de Ilegales .
La balada "El hijo de Lindbergh" de Asfalto .